# Tour internationale de Téhéran

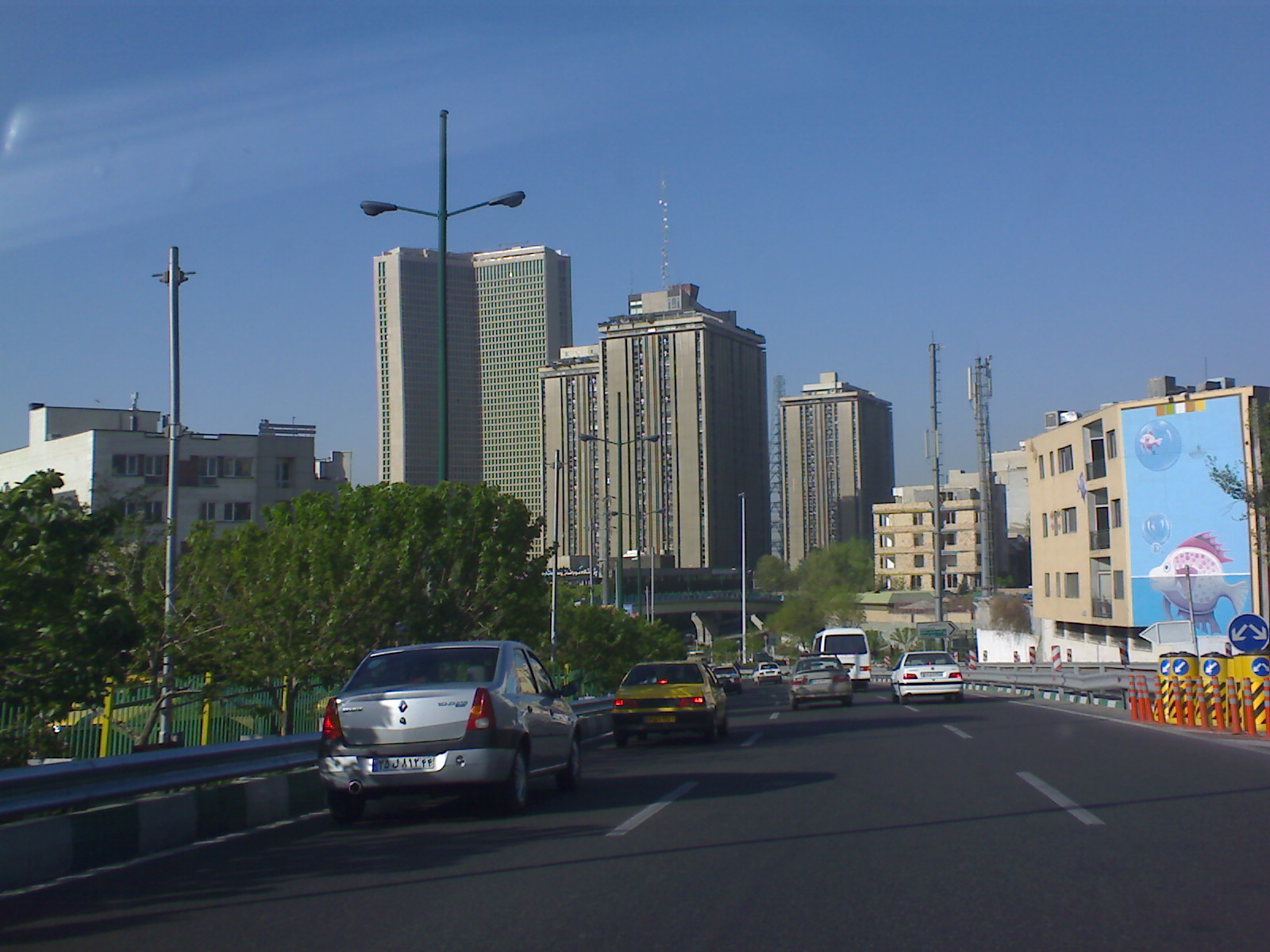
Tour Internationale de Téhéran

La Tour internationale de Téhéran (en persan: برج بین‌المللی تهران  Bordj-é beynolmelalli-yé tehran), est le deuxième bâtiment le plus élevé de la capitale iranienne (après la tour de télévision Milad) et l'immeuble d'habitation le plus élevé d'Iran, puis qu'elle fait 162 mètres de hauteur. L'édifice a cinquante-cinq étages et se trouve dans le quartier de Youssef Abad. Sa construction a commencé en 1996 et s'est achevée en 2005. Les appartements ont commencé à être livrés en 2007.
La tour comprend sur 220 000 m2  572 appartements de 42 m2  à 500 m2 : 43 appartements de grand luxe, 172 appartements de deux pièces, 313 appartements de trois pièces, 16 appartements de 4 pièces, 11 triplex et 17 duplex. Elle comporte aussi des salles de gymnastique et de sport, deux piscines (une mixte et une réservée aux femmes), des saunas, des courts de tennis, des parkings souterrains et des magasins. La hauteur de chaque étage est de trois mètres.
Son plan est de trois ailes de 120 degrés, chacune ayant donc une vue différente. Sa structure est en béton armé et le bâtiment est construit pour résister aux tremblements de terre. Il existe un système de surveillance et de sécurité informatisé (sécurité incendie, etc.) avec des équipes de surveillance se relayant en permanence.
La tour est reliée aux principales autoroutes et grandes avenues . C'est l'une des résidences les plus chères de la ville.

## Source
- (ru) Cet article est partiellement ou en totalité issu de l’article de Wikipédia en russe intitulé « Международная башня (Тегеран) » (voir la liste des auteurs).